# 박정환 (1973년)
박정환(1973년 4월 20일, 부산광역시 ~ )은 대한민국의 전직 래퍼 겸 현직 연예 기획자이다.

## 생애
부산고등학교를 졸업했으며 1994년 3인조 음악 그룹 DJ DOC 멤버로 데뷔하였다. DJ DOC의 1집 앨범 활동 당시에 보컬과 랩을 담당했지만 1995년 DJ DOC의 2집 앨범 발표를 앞두고 돌연 탈퇴했다. 1996년 변민성, 류노아와 함께 3인조 음악 그룹 스타일을 결성하면서 컴백했지만 큰 인기를 얻지 못했다. 2007년 8월 부산에서 여성복 매장과 중식당 사장으로 일하고 있다는 사실이 밝혀지기도 했다.

## 학력
- 부산고등학교 졸업

## 논란
2011년 11월 3일에 방송된 KBS 2TV 해피투게더 시즌3에 출연한 DJ DOC 멤버 이하늘과 김창열이 DJ DOC 멤버가 박정환에서 정재용으로 바뀐 이유를 묻는 MC의 질문에 "박정환은 춤을 춰도 한 박자씩 늦는 박치라서 DJ DOC를 탈퇴했다"고 발언했으며 방송에서는 그가 과거에 춤을 추던 영상이 박치 증거자료로 소개되었다. 이에 분노한 박정환은 11월 15일 서울영등포경찰서에 자신이 박치였다는 이유로 DJ DOC를 탈퇴했다고 발언하는 바람에 자신의 명예를 훼손했다며 이하늘과 김창렬을 명예훼손 혐의로 고소했다. 박정환 측은 "자신이 박치라서 탈퇴한 것이 아니라 DJ DOC에서 일방적으로 퇴출당했다"고 주장했으며 특히 이하늘의 발언은 사실과 다른 인신공격성 발언이라고 주장했다.
2011년 11월 15일에 방송된 SBS 파워FM 김창렬의 올드 스쿨에 출연한 이하늘은 무심코 한 이야기에 상처받을 줄 몰랐다며 사과를 표명했고 11월 17일 서울특별시 마포구 서교동 롤링홀에서 열린 기자회견에서 "내 말 실수로 인해 상처받은 박정환과 가족 분들께 진심으로 사과하겠다. 이번 일로 사회에 물의를 일으켜 죄송한 마음을 느끼며 그에 따른 책임을 지고 지금 하고 있는 모든 방송을 접겠다."며 박정환 측에 공식 사과했지만 박정환 측은 고소를 취하하지 않겠다는 입장을 밝혔다.
한편 DJ DOC의 1집, 2집 앨범 제작을 담당했던 신기동 전(前) DJ DOC 소속사 대표는 2011년 11월 17일에 가진 TV리포트와의 인터뷰에서 박정환의 DJ DOC 탈퇴 이유는 멤버 이하늘, 김창렬과의 불화 때문이었다고 밝혔다. 신기동 대표는 인터뷰에서 "이하늘과 김창렬은 박정환이 반 박자가 느리다고 나에게 말을 했지만 박정환은 사실 박치는 아니었다."고 설명했으며 "박정환이 세 사람(이하늘, 김창렬, 박정환) 중에서 얼굴이 가장 잘 생긴 멤버였기 때문에 팬레터도 가장 많았고 박정환에게 온 엽서를 숨길 정도였다. 이에 따라 박정환이 DJ DOC에서 빠지고 정재용을 영입했다."고 밝혔다.